# Drago Kozina
Drago Kozina (Krapinski Vidovec, 1948. - ), hrvatski novinar, kroničar i izdavač zaposlen na Pučkom otvorenom učilištu u Krapini i izvršni urednik mjesečnika Krapinski vjesnik.

## Životopis
Drago Kozina rođen je 1948. u Krapinskom Vidovcu. Osnovnu školu i gimnaziju je završio u Krapini, gdje i danas živi. Već nakon završetka gimnazije odlučuje raditi u tiskovnim medijima. 1969. godine pokreće izdavanje fašničkog Humorističnog lista Zvonec, kojem je Kozina i dan danas glavni urednik. 
Novinarstvom, kao osnovnim zanimanjem, bavi se od 1979. kad se zapošljava u krapinskom Informativnom centru, u čijem je sustavu djelovala Radiostanica Hrvatsko zagorje te izlazio dvotjednik Krapinski vjesnik. U oba medija obavljao je sve novinarske poslove od pisanja, pripremanja priloga i različitih radioemisija. U oba spomenuta medija prošao je put od novinara do glavnog urednika. Također, bio je aktivni sudionik za vrijeme Domovinskog rata. Od 1992. do 2004. radi za Hrvatsku radioteleviziju i u tom je vremenu objavio više od četiri tisuće priloga o najrazličitijim događajima i zanimljivostima iz Krapinsko-zagorske županije. U svojem novinarskom radu bio je, uz spomenuto, i dopisnik Zagorskog tjednika, Večernjeg lista, Jutarnjeg lista, Vjesnika i HINA-e. Suradnik je časopisa za kulturu Hrvatsko zagorje. Autor je dva desetminutna filma o povijesti krapinskog kinematografa i o 180. obljetnici djelovanja krapinskog Udruženja obrtnika. 
Uz novinarski rad Kozina je bio suradnik knjiga mr. Ane Töpfer "Krapinska purgerska kuhinja", nakladnik Humoristično društvo "Zvonec  Krapina (1995. g.); i  Krapinskih osam stoljeća (1998.).  
Koautor je knjige 130 godina DVD-a Krapina (2005.); „Župa sv. Jurja“ Đurmanec - (50 godina djelovanja), nakladnik istoimena župa,  (2013. g.) ; urednik monografije “Krapinsko-zagorska županija u Domovinskom ratu“, nakladnik Županija Krapinsko-zagorska, (2011. g.); bio je suradnik projekta: „Enciklopedija Hrvatskog zagorja“, Leksikografski zavod Hrvatske (2017.g.)  
Kao samostalnom autoru Kozini su do sada objavljene monografije: „Za dobru volju“ (uz povijest fašničkog lista opisani su svadbene običaje krapinskog kraja opisani su običaji uz Vincekovo, Martinje) – nakladnik Humoristično društvo „Zvonec“ Krapina; „Krakom 1956. – 2006.“  nakladnik „Krakom“ Krapina, (2006. g.);  „Općina Radoboj“ (1. Izdanje), nakladnik Općina Radoboj, (2007. g.);  „Od Szurmancza do Đurmanca“, nakladnik Općina Đurmanec, (2008. g.);  „Petrovsko na sliku i priliku“, nakladnik Općina Petrovsko, (2009. g,); „To vam je naše Jesenje“, nakladnik Općina Jesenje, (2010. g.);  „125 godina Crvenog križa u Krapini“, nakladnik Gradsko društvo CK Krapina, (2011. g.); „Krapinska vremena“, nakladnik Grad Krapina, ( 2013. g.); „Dobrovoljno vatrogasno društvo Đurmanec 1979 – 2009.“, nakladnik istoimeni DVD,  (2009.g.); „Županijska udruga uzgajivača konja Krapina“, nakladnik istoimena udruga, (2010. g.);  „KUD Kaj Slatina – Petrovsko“, nakladnik istoimena udruga, (2010. g.); „Planinarsko društvo Brezovica Petrovsko 2001 – 2011.“, nakladnik istoimena udruga, (2011. g.); „DVD Petrovsko 1973 – 2013.“, nakladnik istoimeni DVD,  (2013. g.); „Vatrogastvo Huma na Sutli“, nakladnik Vatrogasna zajednica općine Hum na Sutli,  (2013. g.); „Općina Radoboj“ (II. prošireno izdanje), nakladnik Općina Radoboj,  (2014. g.); „Kick boxing klub Krapina - 20 godina djelovanja", nakladnik istoimeni klub, (2015. g.); "Lovačko društvo „Strahinjčica“ Radoboj (70 godina rada)", nakladnik istoimena udruga,  (2016. g.); „KUD „Ilirci“ Krapina“ (50 godina djelovanja), nakladnik istoimena udruga,  (2016. g.) „Dječji vrtić „Gustav Krklec“ Krapina“ (50 godina rada), nakladnik istoimena ustanova,  (2017. g.); „Od crvenkastog do zlatnog“ – 20 godina rada Udruge vinogradara, podrumara i prijatelja dobrog vina „Sveti Martin“ Jesenje, nakladnik istoimena udruga, (2018. g.).

## Vanjske poveznice
- Večernji list - svi članci